# Svitlana Tryfonova
Svitlana Tryfonova (ukrainska: Світлана Миколаївна Трифонова), född 12 september 1966 i Kryvyj Rih (då i Ukrainska SSR i Sovjetunionen), är en ukrainsk handikappidrottare. Hon har tävlat i längdskidåkning, skidskytte, friidrott och styrkelyft.

## Meriter[1]

### Friidrott
Paralympiska sommarspelen 1996
- 8:e plats 800m rullstolslopp T52
- 7:e plats 100m rullstolslopp T52

Internationella paralympiska kommitténs världsmästerskap 1998
- Guld Maraton T53[2]

### Skidor
Paralympiska vinterspelen 1998
- Brons 2,5 km LW10-12

Paralympiska vinterspelen 2002
- Silver 2,5 km sittande
- Silver 5 km sittande
- Silver 10 km sittande

### Skidskytte
Paralympiska vinterspelen 2002
- Brons 7,5 km sittande

Paralympiska vinterspelen 2006
- Brons 10 km sittande
- Silver 7,5 km sittande

### Styrkelyft
Paralympiska sommarspelen 2000
- 7:e plats 67,5 kg